# Iphiaulax agnatus
Iphiaulax agnatus är en stekelart som beskrevs av Kohl 1906. Iphiaulax agnatus ingår i släktet Iphiaulax och familjen bracksteklar. Inga underarter finns listade i Catalogue of Life.